# Сръбско-турски войни
Сръбско-турските войни през Средновековието са военните сблъсъци между османските турци и сърбите, които започват през 50-те години на XIV век (по времето на Стефан Душан) и приключват със завладяването на Смедеревското деспотство от османските турци през 1459 година. Най-важни през този период са Черноменската от 1371 и Косовската битка от 1389 година.
В по-ново време въоръжените конфликти между сърби и турци започват с първото (1804 – 1813) и второто въстание (1815) в Белградския пашалък. Тези въстания водят до възстановяване на сръбската държава като полуавтономно княжество в рамките на Османската империя (автономията е утвърдена през 1830 година, виж Ташмайдан). Следват войната от 1876 – неуспешно сръбско настъпление в Босна и Западна България, и войната от 1877 – 1878 година (част от Руско-турската война), която води до завладяването на Южното Поморавие с Ниш от сърбите (признато със Санстефанския и Берлинския договор). През Първата балканска война (1912) Сърбия отново воюва срещу Османската империя, този път като част от Балканския съюз, като завладява Косово, Северозападна Македония и днешна Северна Албания.